# Phaedrotoma phaseoli
Phaedrotoma phaseoli är en stekelart som först beskrevs av Fischer 1963.  Phaedrotoma phaseoli ingår i släktet Phaedrotoma och familjen bracksteklar. Inga underarter finns listade i Catalogue of Life.